# Microregiunea Orosháza
Microregiunea Orosháza (în maghiară Orosházai kistérség) a fost o microregiune statistică (kistérség) din județul Békés, Ungaria.
Cu o populație de 57.127 locuitori și o suprafață de 848,14 km2, aceasta a existat până în 2014, când în Ungaria, microregiunile ”kistérségek” au fost înlocuite de districte (járások).